# Thierry Segall
Pour les articles homonymes, voir Segall.
Thierry Segall est un acteur français notamment connu pour avoir joué dans Master and Commander : De l'autre côté du monde (Master and Commander: The Far Side of the World) le rôle du capitaine français.

## Filmographie

### Cinéma
- 2003 : Daredevil : un photographe
- 2003 : Master and Commander : De l'autre côté du monde (Master and Commander: The Far Side of the World) : le capitaine français
- 2009 : Le Soliste : un rockeur français
- 2012 : Mille mots : l'homme d'affaires français

### Télévision
- 2003 : La Vie avant tout - 1 épisode : le boxeur italien